# 简·沃克尔

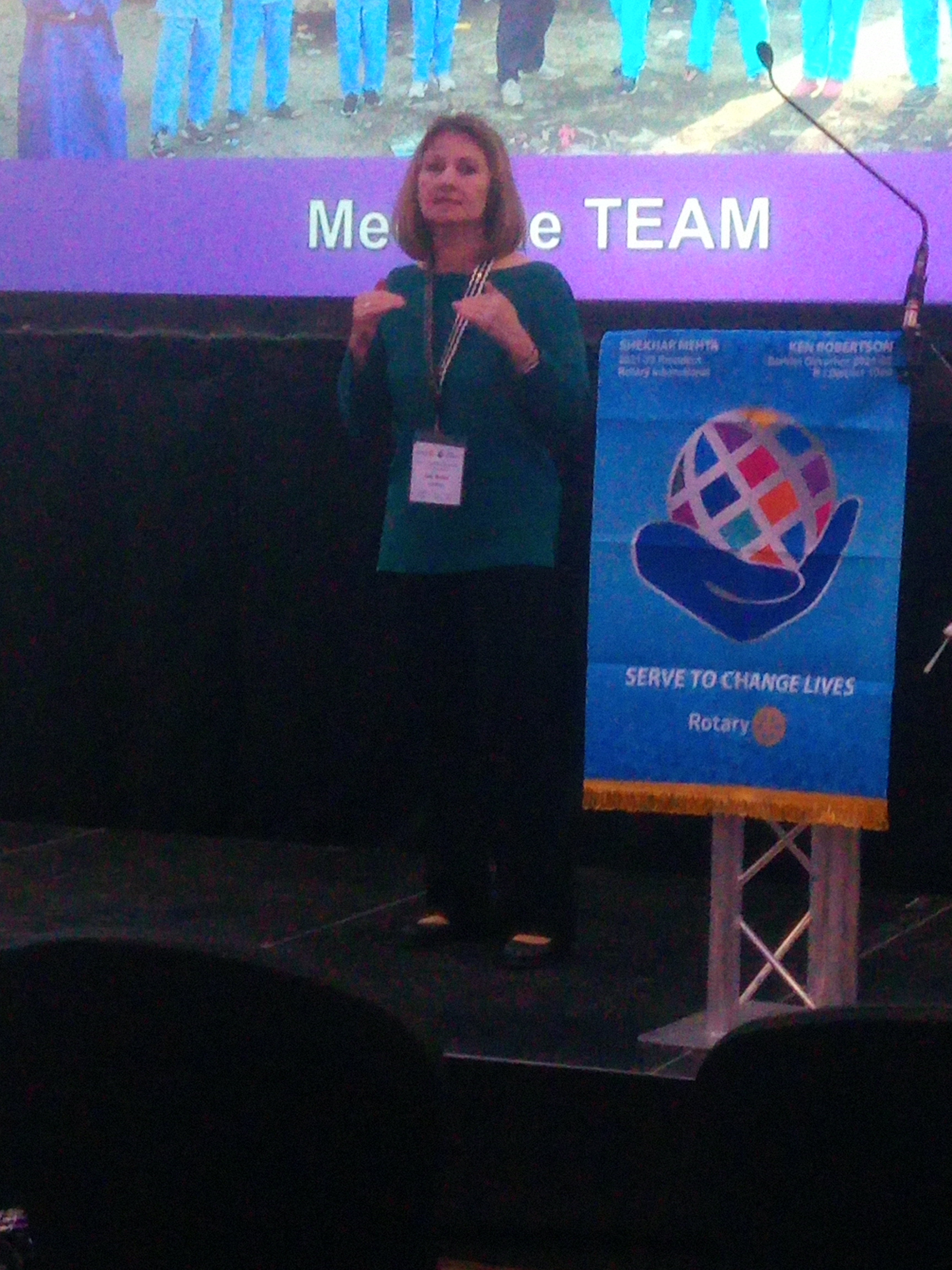
Jane Walker MBE - 2021

简·沃克尔，MBE，（1964年—）英国慈善机构是菲律宾社区基金（Philippine Community Fund）的创始人。
沃克尔1996年来到菲律宾的时候，当她第一次目睹孩子们在菲律宾首都郊外又多又臭的垃圾堆上翻捡时当时她就决定要为此做点什么。沃克尔雇用了大约一百人，帮助改善几千个孩子和他们的家庭的生活。要不是因为她的帮助，这些家庭仍旧会在马尼拉的垃圾堆里拾荒度日。
沃克尔曾亲自在马尼拉的垃圾堆里拾垃圾，以赢得这些人的信任。她在那里设立了一个托儿中心，并在伦敦的家中同时做四份工作，以维持托儿中心的运作。如今，沃克尔的慈善事业——菲律宾社区基金向有需要的孩子们提供学校教育、以及食物、健康保险和其他服务。沃克尔的慈善组织还为当地成年人提供工作技能训练。那些无力翻捡垃圾的寡妇和残疾人把废弃的材料再加工成围裙和手提包来补贴家用，并帮助菲律宾社区基金。与此同时，他们的孩子去上学。
沃克尔的慈善工作使她受到英女王的称赞，1998年被授予大英帝国员佐勋章。沃克尔现在居住在菲律宾。她的努力每年给两万人的生活带来改变。